# Chlaenius spoliatus
Chlaenius spoliatus là một loài bọ cánh cứng thuộc họ Carabidae đặc hữu của miền Cổ bắc (bao gồm châu Âu), Cận Đông và Bắc Phi. Ở châu Âu, nó được tìm thấy ở Albania, Áo, Quần đảo Baleares, Bosna và Hercegovina, Bulgaria, quần đảo Canaria, Corse, Kríti, Croatia, Cộng hòa Séc, Đông Thrace, chính quốc Pháp, mainland Hy Lạp, Hungary, chính quốc Ý, Cộng hòa Macedonia, Moldova, Ba Lan, România, miền trung và miền nam Nga, Sardegna, Sicilia, Slovakia, Slovenia, Chính quốc Tây Ban Nha, Ukraina, Nam Tư.

## Hình ảnh

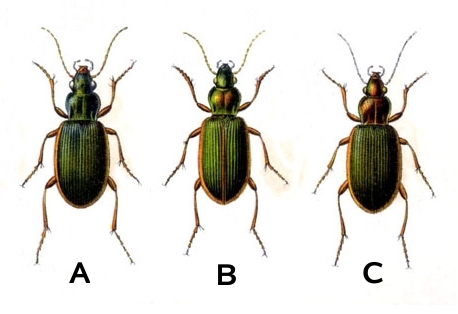
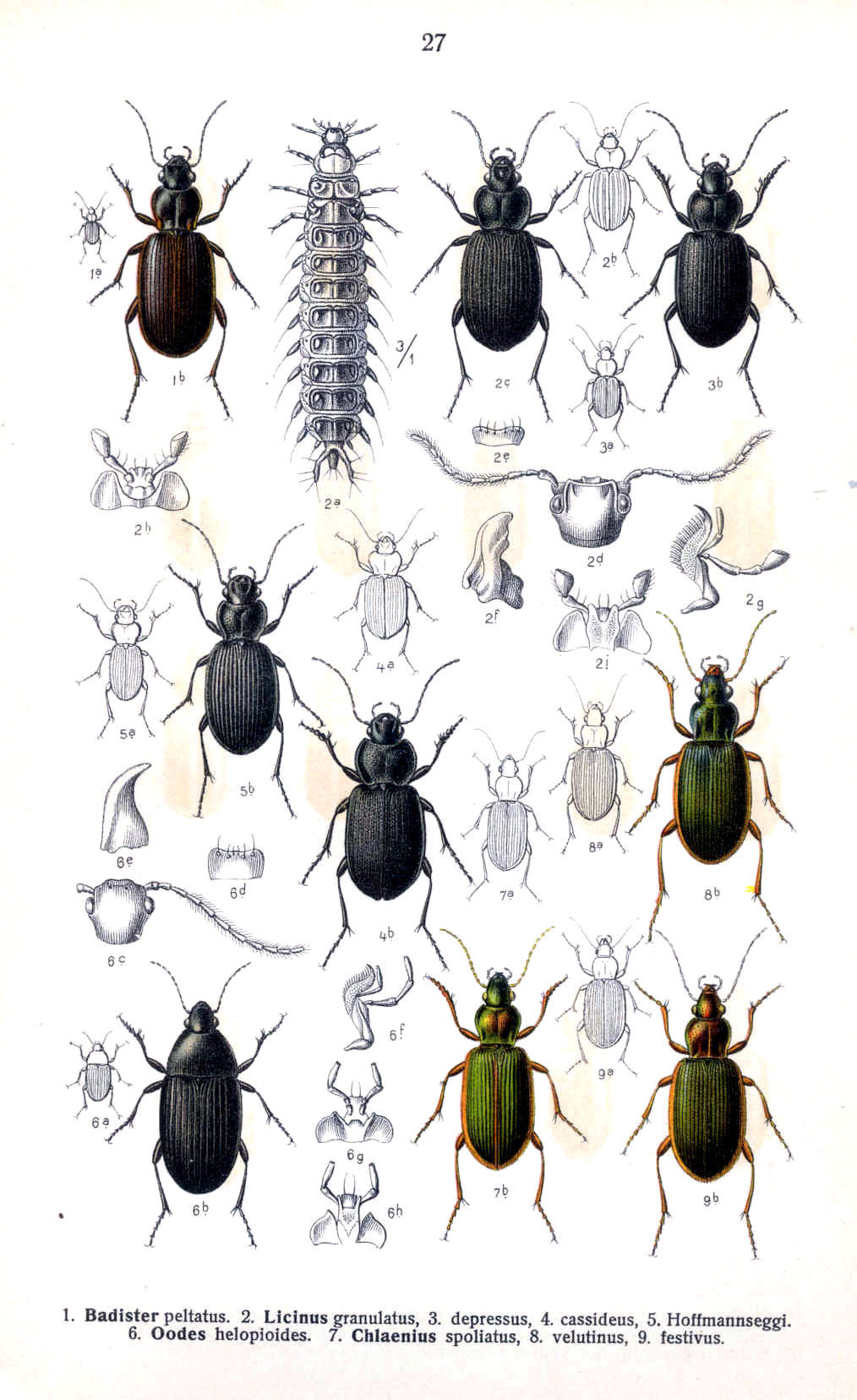